# London Borough of Brent
Der London Borough of Brent ist ein Stadtbezirk von London. Er liegt im Nordwesten der Stadt. Bei der Gründung der Verwaltungsregion Greater London im Jahr 1965 entstand er aus dem Municipal Borough of Wembley und dem Municipal Borough of Willesden in der Grafschaft Middlesex.
Der Bezirk erhielt seinen Namen vom gleichnamigen Fluss, an dem weiter südlich auch Brentford (im Stadtbezirk Hounslow) und weiter nördlich der Vorort Brentwood liegen. In Brent befinden sich das Wembley-Stadion, der Kensal Green Cemetery sowie der Neasden Temple (Shri Swaminarayan Mandir), der größte hinduistische Tempel außerhalb Indiens, der von der sich auf Swaminarayan berufenden religiösen Vereinigung Bochasanwasi Akshar Purushottam Sanstha (BAPS) errichtet wurde.

## Stadtteile
- Alperton
- Brent Park
- Brondesbury
- Brondesbury Park
- Church End
- Cricklewood
- Dollis Hill
- Harlesden
- Kensal Green
- Kensal Rise
- Kenton
- Kilburn
- Kingsbury
- Neasden
- Park Royal
- Preston
- Queen’s Park
- Queensbury
- Stonebridge
- Sudbury
- Wembley
- Wembley Park
- Willesden (mit Our Lady of Willesden)

## Bevölkerung
Die Bevölkerung setzte sich 2008 zusammen aus 46,2 % Weißen, 28,1 % Asiaten, 17,7 % Schwarzen und 1,3 % Chinesen. Brent ist neben Newham einer von zwei Bezirken, in denen die ethnischen Minderheiten die Bevölkerungsmehrheit stellen. Der Bezirk hat große indische, irische und karibische Gemeinden. Die irische Gemeinschaft ist die größte in England (nach Bevölkerungsanteil).

## Persönlichkeiten
- William Glanville (1900–1976), Bauingenieur
- Stanley Beaver (1907–1984), Geograph und Hochschullehrer
- Erich Fried (1921–1988), Schriftsteller und Dichter
- Ernest W. Adams (1922–2009), Fußballspieler
- Jet Harris (1939–2011), Bassgitarrist
- Victor Hayward (1887–1916), Antarktisreisender
- John Martin-Dye (1940–2022), Schwimmer und Wasserballspieler
- Steve O’Rourke (1940–2003), Musikmanager, Rennstallbesitzer und Autorennfahrer
- Charlie Watts (1941–2021), Schlagzeuger
- Ian Alsop (* 1943), britischer Radrennfahrer
- John Barnard (* 1946), Ingenieur
- Keith Moon (1946–1978), Schlagzeuger
- Twiggy (* 1949), Schauspielerin und Model
- Albie Woodington (* 1952), Film- und Theaterschauspieler
- Zadie Smith (* 1975), Schriftstellerin
- Blaise Metreweli (* 1977), Nachrichtendienstlerin
- Mutya Buena (* 1985), Sängerin
- Rebecca Spencer (* 1991), jamaikanische Fußballspielerin
- Tyrick Mitchell (* 1999), Fußballspieler